# Завод суперфосфату у Гаварі
Завод суперфосфату у Гаварі – підприємство індійської хімічної промисловості, яке працює у штаті Хар'яна. 
В 2014 році компанія Kisan Phosphates Fertilizers Limited (KPPL) відкрила у Гаварі завод з виробництва суперфосфату річною потужністю 100 тисяч тон. У 2017-му KPPL була придбана іншим виробником добрив Shree Pushkar Chemicals & Fertilisers Limited, який також володіє заводами суперфосфату у Диванганджі та Мегнагарі. 
Станом на кінець 2022 року потужність майданчику зросла до 132 тисяч тон суперфосфату на рік, при цьому фактичний випуск за 2021/2022 бюджетний рік досягнув 83 тисяч тон.
Технологія отримання цільового продукту передбачає обробку фосфоритів сульфатною кислотою, тому завод має власне виробництво цієї кислоти продуктивністю 37 тисяч тон на рік, що дозволяє забезпечити 50% власних потреб.
Як побічний продукт завод може щорічно випускати 3000 тон дикальцій фосфату (використовується передусім як харчова добавка, зокрема у кормах для тварин).